# Воденичане
Воденичане е село в Югоизточна България. То се намира в община Стралджа, област Ямбол.

## География
Селото отстои на около 6 км южно от град Стралджа, на около 22 км североизточно от град Ямбол, на около 88 км западно от град Бургас, на около 47 км югоизточно от град Сливен, на около 330 км източно от столицата – София.
Надморската височина на селото е около 117 м. Климатът е преходно-континентален, с най-много слънчеви дни в България. На 20 км западно от селото тече река Тунджа.
Населението е приблизително 430 души.

## Инфраструктура
Инфраструктурата на населено място е изградена с улици, телефонната мрежа и покритие на мобилните оператори. Селото е водоснабдено и електрифицирано. Достъпът се осъществява по асфалтов път.

## Обществени институции
Жителите на Воденичане разполагат с кметство, читалище, църква, аптека, пчелно стопанство. Най-близкият общо практикуващ лекар се намира в град Стралджа. Болница има в град Ямбол. Образователни, средно образователни училища и целодневни детски градини има в Стралджа.

## Редовни събития
- Всяка година през месец февруари се провеждат традиционните кукерски игри. В продължение на два дни кукерски хлопки огласят селото, като вечерта на втория ден /неделя/ кукерите извършват преораване на селския мегдан.
- Пролетта се провеждат и прекрасният празник Лазаруване. Момите на селото обикалят домовете и танцуват различни танци и пеят по желателни песни за здраве и берекет. Стопанинът на къщата освен с пари и дребни подаръци, ги дарява и с яйца, които се събират за предстоящия празник Великден. Затова там освен характерното празнично облекло задължителено се носят и малки кошнички за събиране на дарените яйца.
- Месец май се провежда и Празникът на селото, който се отличава с различни спортни мероприятия и концерти.
- В очакване на Новата година наближава и Коледуването. Коледарите облечени в традиционни за региона носии, с геги, краваи и ямурлуци тръгват из селото. Коледарски песни се носят навсякъде „Сокол гони, Дойне ле, Коладе ле, пъстра птичка, Добро ле, Коладе ле..“

## Личности
- Станка Пенчева – българска поетеса – родена на 9 юли 1929 г.
- Атанас Железчев – български юрист и политик – роден на 28 юни 1938 г.
- Детството на Йордан Лечков е преминало в селото, откъдето са родителите му.
- Йордан Иванов Йорданов /„Кучкуза“/ – известен футболист от близкото минало и легенда на ФК „Раковски“ Воденичане, подвизавал се с номер 10, изиграл над 500 мача и реализирал над 250 гола – роден през 1960 г.